# Mec Sariar
Mec Sariar – wieś w Armenii, w prowincji Szirak. W 2011 roku liczyła 335 mieszkańców.